# Parc national du Nephin sauvage
Le parc national du Nephin sauvage (en irlandais Páirc Náisiúnta Néifinne Fiáine, anciennement : parc national de Ballycroy (en anglais : Ballycroy National Park - en irlandais : Páirc Náisiúnta Bhaile Chruaich) est un parc national de la côte ouest de l'Irlande situé dans le comté de Mayo. S'étendant sur 15 000 hectares, il est traversé par le massif du Nephin Beg et recouvert de vastes tourbières abritant une biodiversité très riche.
Le parc est établi en 1998 sur 11 000 hectares et est compris dans l'Owenduff/Nephin Complex, une aire protégée au double statut de zone spéciale de conservation et de zone de protection spéciale.
En 2018, il est étendu de 4 000 hectares de forêt de conifères et de montagnes et renommé Wild Nephin National Park (littéralement, parc national du Nephin sauvage), du nom du massif du Nephin (Néifinn Fhiáin, en langue gaélique).

## Géographie

Carte du parc national de Ballycroy.

### Localisation
Le parc se situe sur la côté occidentale de l'île d'Irlande, dans le nord-ouest du comté de Mayo. L'entrée du parc est situé à Ballycroy sur la N59.
Il couvre une zone de 15 000 ha.

### Topographie
Le parc national est dominé par le massif du Nephin Beg. Les deux plus grands sommets sont Slieve Carr (721 m) et le Nephin Beg (627 m).

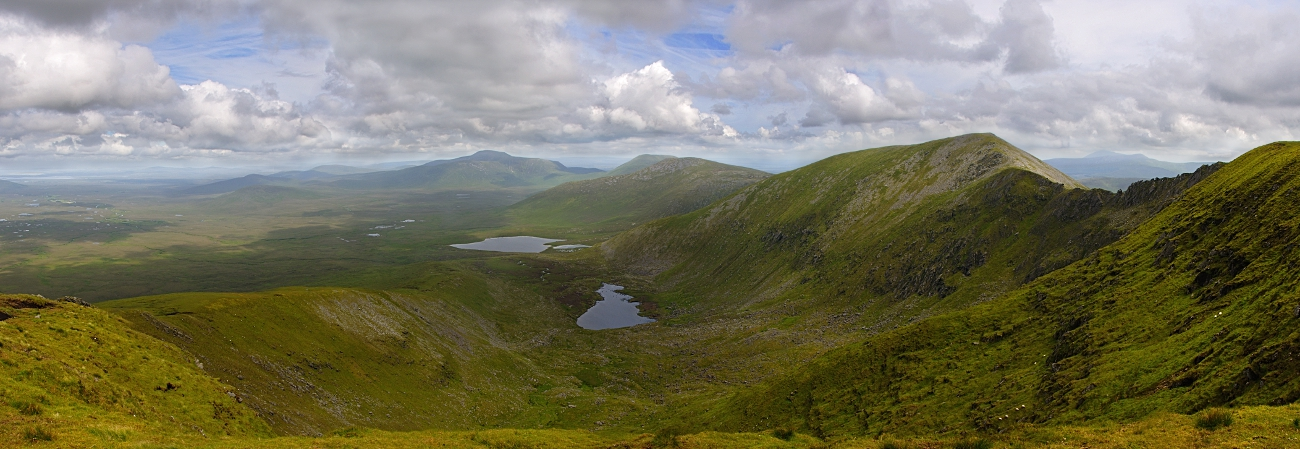
Vue depuis le massif du Nephin Beg.

À l'ouest des montagnes s'étend la tourbière d'Owenduff.

### Hydrologie
Le parc contient plusieurs lacs et est traversé par les rivières Owenduff et Tarsaghaun qui se jettent dans l'océan Atlantique au nord-ouest de Ballycroy.

### Climat
Le climat de l'Irlande est dominé par l'influence de l'océan Atlantique. Ainsi, l'Irlande bénéficie de températures plutôt douces en comparaison à d'autres pays situées aux mêmes latitudes. La dérive nord atlantique réchauffe la mer d'où une influence forte sur la côte atlantique de l'île. Les collines et les montagnes, pour la plupart près des côtes, sont soumises à de forts vents et à l'influence océanique. Les hivers sont frais et venteux tandis que les étés sont doux et moins venteux.
Dans le parc national, les précipitations atteignent 2 000 mm par an.

### Géologie
Une partie des roches composant le nord du comté de Mayo datent d'il y a plus de 600 millions d'années, durant le Précambrien. Le groupe dalradien qui sous-tend le parc national, s'est formé dans un environnement marin. La partie ouest du parc est sous-tendue par des schistes et des gneiss, tandis qu'à l'est et au sud les quartzites prédominent.
L'activité glaciaire au cours des derniers 2,5 millions d'années est à l'origine de certaines caractéristiques du parc national, notamment certains lacs comme Corryloughaphuill Lough. On observe également de l'argile glaciaire au sud du massif du Nephin Beg.

## Milieu naturel

### Habitats
Les habitats naturels sont très diversifiés dans le parc. Sur le plus haut sommet du parc, Slieve Carr, il s'agit d'un habitat de type lande alpine. On trouve également des prairies d'altitude, des landes sèches et humides. Les lacs et les rivières Owenduff et Tarsaghaun qui se jettent dans l'Atlantique constituent un habitat naturel.
L'habitat le plus fréquent, grâce aux précipitations, est la tourbière de couverture qui recouvre la majorité des terres du parc. Ces tourbières sont l'une des dernières intactes en Irlande et même dans toute l'Europe occidentale.

### Flore

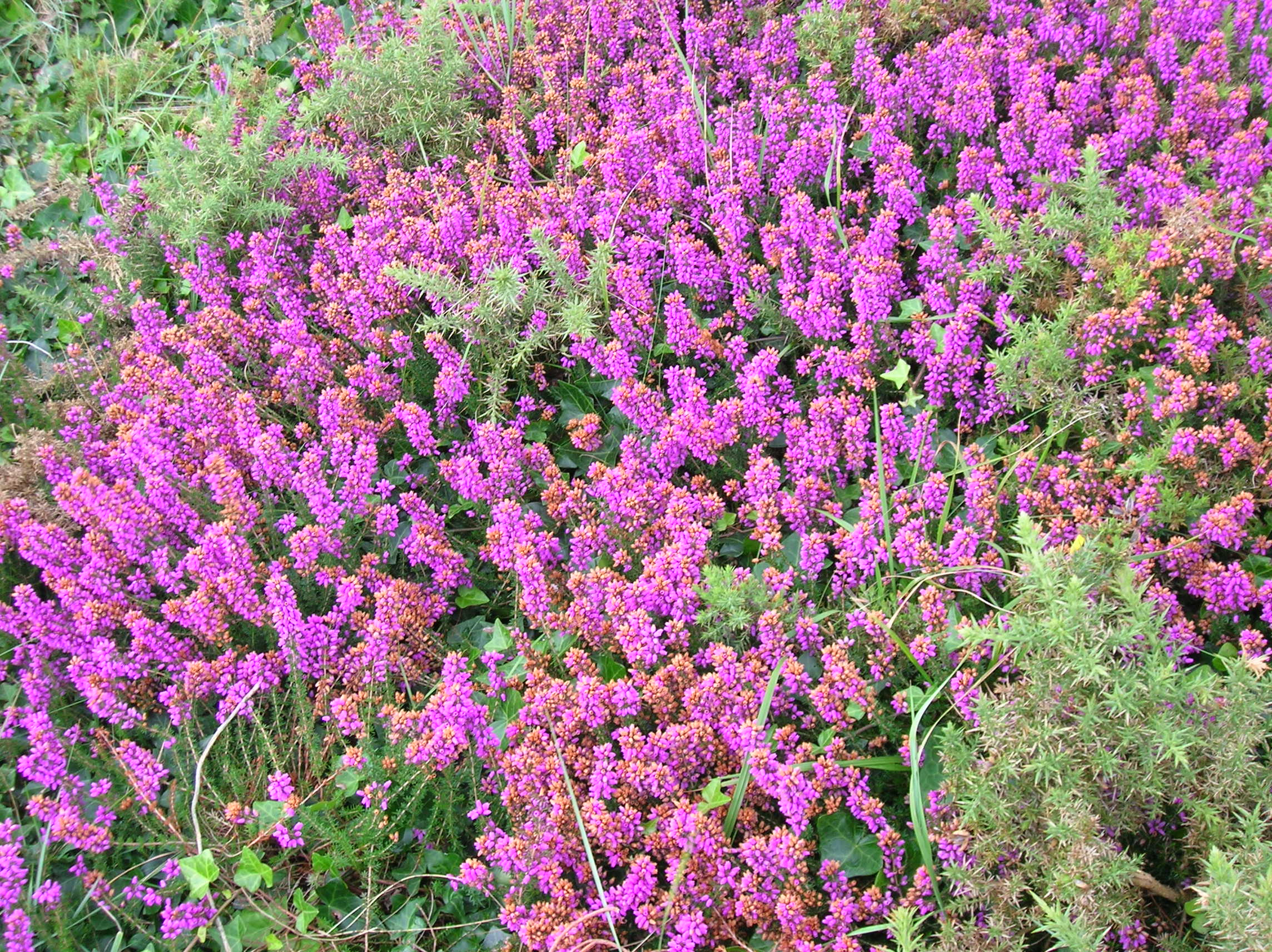
La bruyère cendrée est une des espèces les plus abondantes du parc.

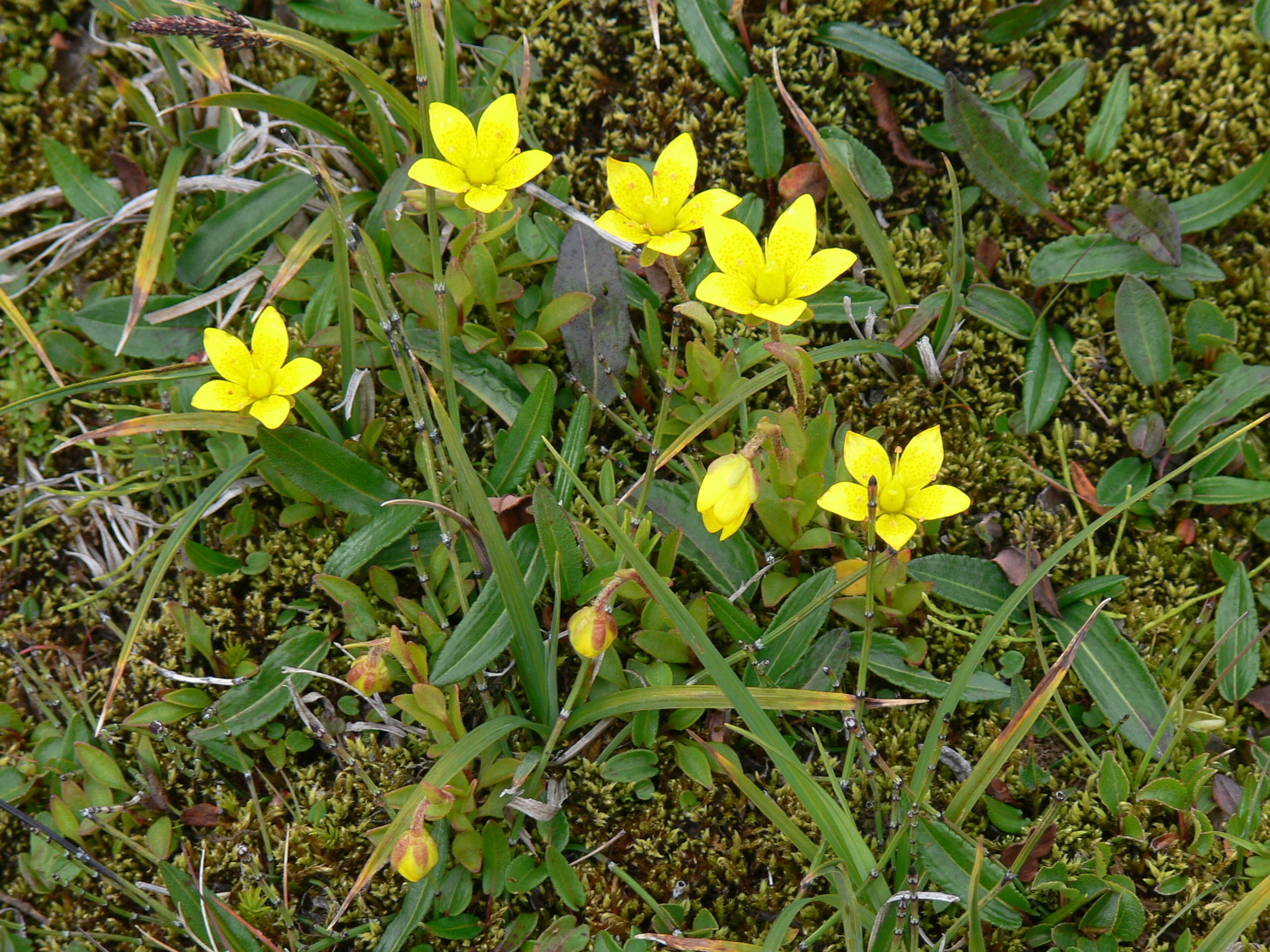
Saxifraga hirculus (ici, en Islande) est une espèce protégée au parc national de Ballycroy.

La tourbière voit se développer de nombreuses espèces végétales. On compte la sphaigne (un genre de mousses), Schoenus nigricans (un composant important des tourbières de couverture), la molinie bleue, la Linaigrette à feuilles étroites, Trichophorum cespitosum, la bruyère des marais, la bruyère cendrée, Rhynchospora alba, la narthécie des marais, la myrte des marais, l'orchidée, Pedicularis, Polygala, des lichens, la droséra et la grassette. La droséra et la grassette sont des plantes carnivores qui se sont adaptées à l'environnement pauvre en nutriments par la consommation d'insectes. L'environnement marécageux est en revanche bénéfique au trèfle d'eau.
Les lacs sont pauvres en biodiversité mais on observe une flore riche sur les bords : lobélie de Dortmann, ériocaulacées, scirpe des marais.
Dans les zones alpines, les plantes prédominantes sont la bruyère cendrée, la callune, la camarine noire et la myrtille. On trouve aussi en montagne des plantes rares habituellement observées dans les zones plus froides d'Europe : saxifrage à feuilles opposées, Thalictrum alpinum, saules, carex.
Parmi les autres plantes rares du parc, on trouve la wahlenbergie à feuilles de lierre (dans les zones humides des rives des rivières Tarsaghaun et Owenduff) et Saxifraga hirculus (protégé depuis 1999).

### Faune

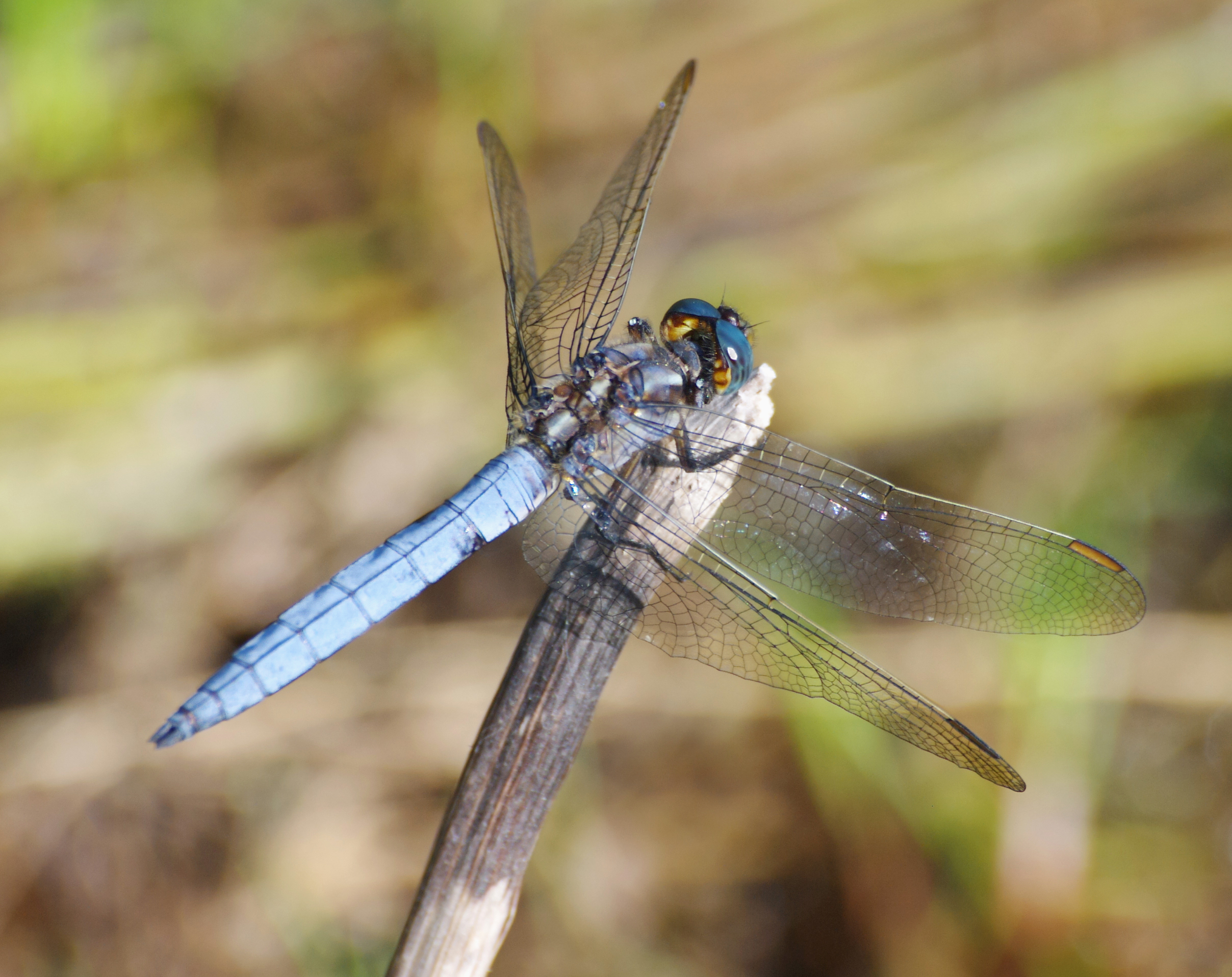
L'orthétrum bleuissant, une des espèces de libellule que l'on retrouve dans les mares du parc.

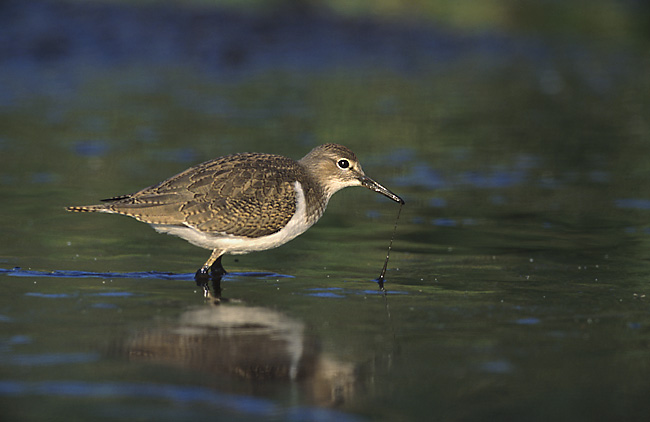
Le chevalier guignette, une des espèces d'oiseau du parc national.

Les mammifères que l'on retrouve dans le parc sont le renard, le blaireau, le lièvre variable, la loutre, le vison d'Amérique, la musaraigne et la chauve-souris. Le cerf élaphe non indigène, introduit à Bellacorick depuis quelques années, est maintenant aperçu en bordure du parc. La martre des pins vit dans les plantations de conifères aux frontières du parc. Les rivières Owenduff et Tarsaghaun accueillent des saumons et des truites de mer tandis que les lacs et autres rivières sont habitées par d'autres formes de truites. Les loutres se nourrissent d'anguilliformes et de saumons des rivières mais peuvent être occasionnellement aperçues dans les tourbières près des mares.
Les mares abritent la majorité de la faune invertébrée du parc, comme les larves de libellules et de demoiselles. Parmi les espèces observées, on compte l'æschne des joncs, l'orthétrum bleuissant, la libellule à quatre taches, le sympétrum strié, le sympétrum noir, le caloptéryx éclatant, l'agrion porte-coupe, l'agrion élégant, la nymphe au corps de feu et des lestes.
La faune du parc est également riche en oiseaux : on compte des cincles, le chevalier guignette, la bécasse, le bécasseau variable, des alouettes, le pipit farlouse, le corbeau, la corneille mantelée et le cygne chanteur. Parmi les rapaces, on trouve par exemple la crécerelle, des éperviers et des espèces plus rares comme le faucon émerillon et le faucon pèlerin. En hiver, le busard Saint-Martin est de passage dans le parc. Le lagopède d'Écosse vit sur différents étages de bruyères dans le parc. Des espèces plus rares utilisent les terres comme zone d'alimentation en hiver et zone de reproduction en été. L'oie rieuse du Groenland peut être aperçue en hiver. Les oiseaux du genre Pluvialis sont courants en hiver en Irlande et une petite partie se reproduit en été dans les zones de montagnes de l'ouest du pays, y compris dans le parc national.

## Histoire
Avant d'être rachetées par l'État, les terres du parc étaient utilisées en tant que réserve de combustible, que terre agricole, ainsi qu'à des fins récréatives (pêche, tir et randonnée).
Il existe des vestiges de la présence humaine le long du Bangor Trail, près des rivières Owenduff et Tarsaghaun, où l'on peut apercevoir les restes de bâtiments en pierre et de la culture traditionnelle. La population a longtemps pêché et chassé dans la région. On peut toujours voir en dehors du parc des pavillons de chasse et de pêche. Les cerfs rouges indigènes faisaient partie des espèces chassées.
Le Bangor Trail remonte peut-être au XVIe siècle. Entretenu par les propriétaires des terres où passait le sentier, il s'agissait de la route principale de la région avant la construction des routes modernes entre Bangor Erris et Newport. Il était certainement utilisé par les émigrants de Bangor Erris allant à Westport.
Robert Lloyd Praeger déclara en 1937 dans son ouvrage The Way That I Went :

« En effet le massif du Nephin Beg est je pense le lieu le plus solitaire de ce pays. »

Le parc national est fondé en novembre 1998. Il a ensuite été agrandi et renommé en 2018, avec des projets de réensauvagement des terres nouvellement acquises dans la Nephin Forest et à l'est du massif du Nephin Beg.

## Gestion et protection
Comme les six autres parcs nationaux d'Irlande, le parc national du Nephin sauvage est géré par le National Parks and Wildlife Service, lui-même dépendant du Department of Arts, Heritage, Regional, Rural and Gaeltacht Affairs L'ensemble des terres appartiennent à l'État irlandais.
Le parc est également englobé dans l'Owenduff/Nephin Complex au double statut de zone spéciale de conservation et de zone de protection spéciale. À ce titre, le parc national du Nephin sauvage fait partie du réseau Natura 2000. Le National Parks and Wildlife Service a édité un plan de conservation pour l'Owenduff/Nephin Complex.

## Tourisme
Un centre d'accueil est situé à proximité du village de Ballycroy.